# Sparganothis pilleriana
Sparganothis pilleriana là một loài bướm đêm thuộc họ Tortricidae. Loài này có ở the Palearctic ecozone.
Sải cánh dài 20–25 mm. Con trưởng thành bay làm một đợt từ tháng 7 đến tháng 8. .
Ấu trùng ăn salix repens, fragaria và grape.

## Hình ảnh

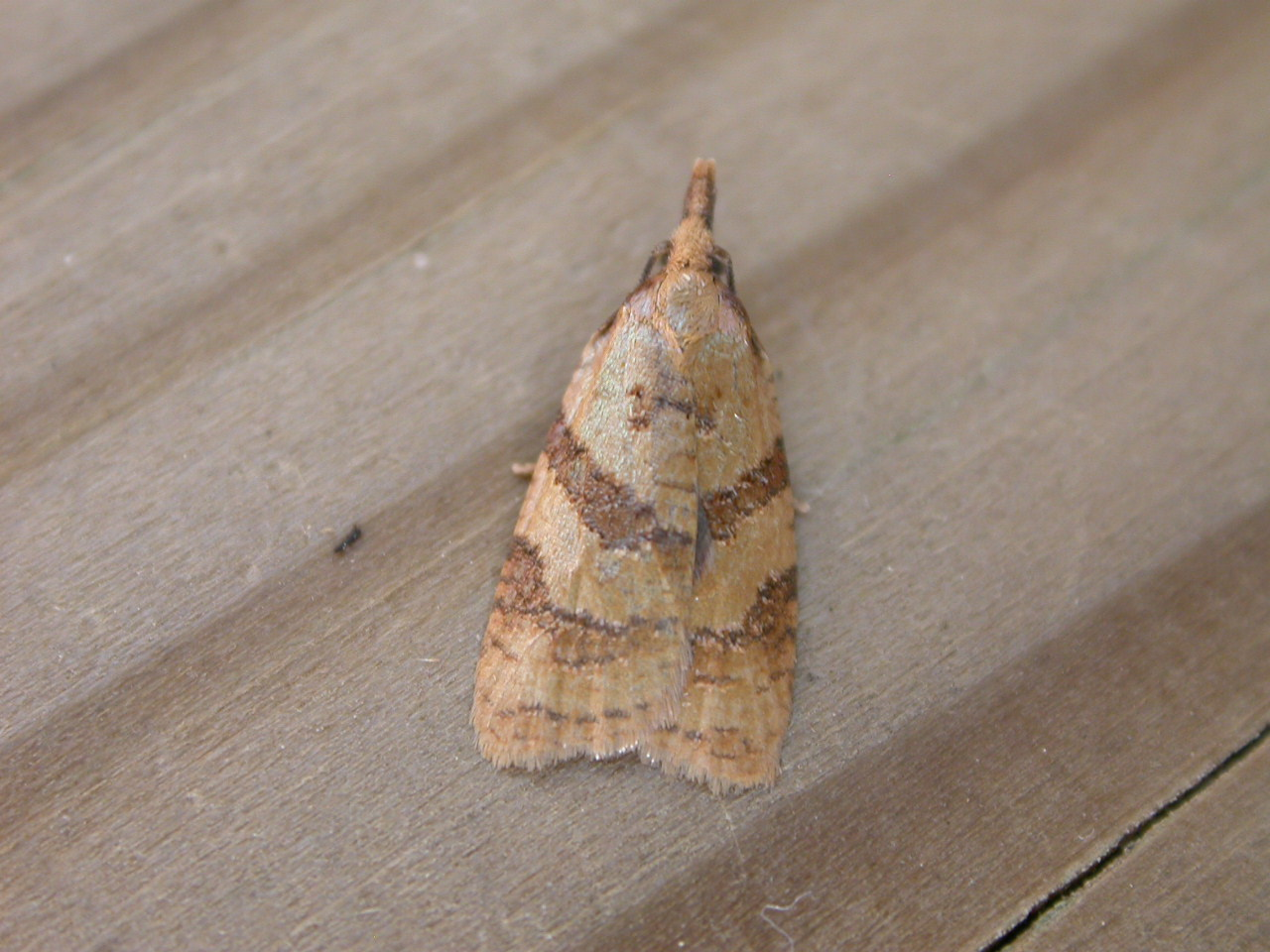
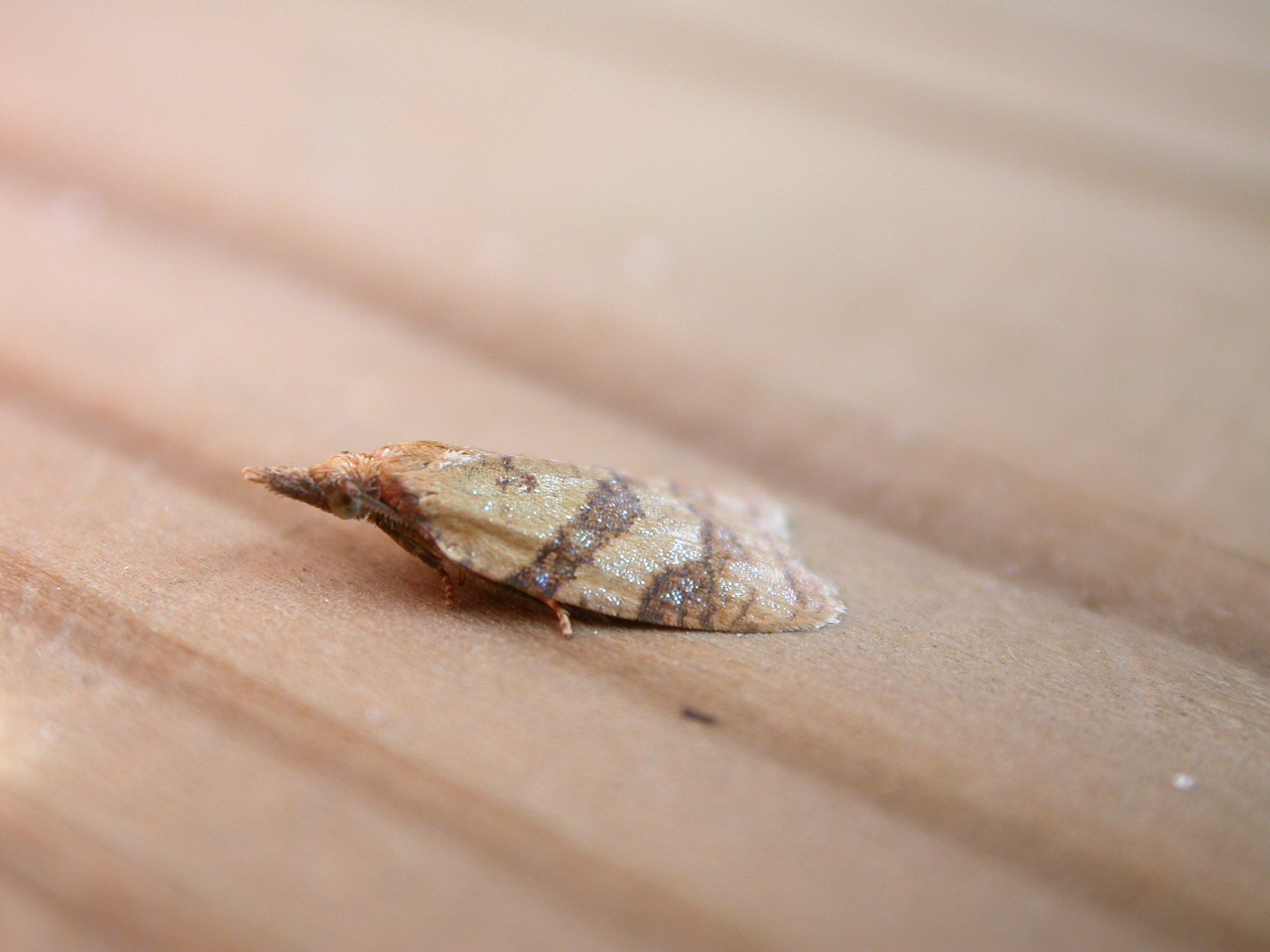
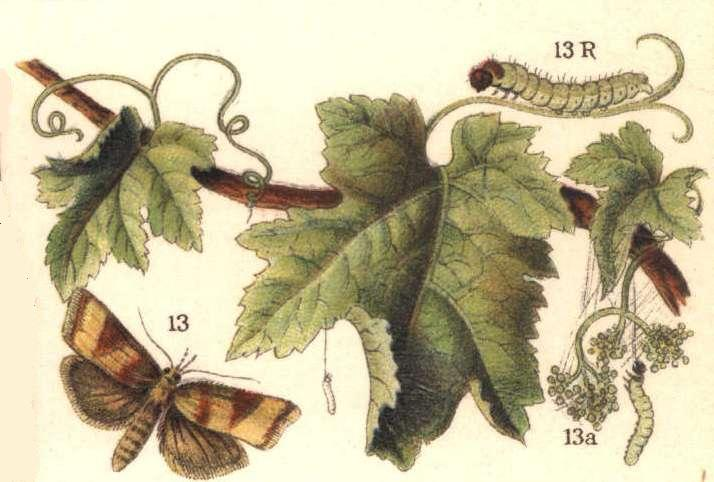